# 早坂梢
早坂 梢（はやさか こずえ、5月20日 - ）は、日本の女性声優。東京都出身。プロダクション・エース所属。

## 経歴
旧芸名は愛川 梢（あいかわ こずえ）で、事務所が行っている企画イベント「アニ☆ゆめ project」に参加していたほか、コスパティオを中心に衣装モデルやコスプレコンパニオンなどを務めていた。2011年10月に事務所研究生から預かり所属に変更されると共に早坂梢に改名している。
趣味に「ネット通販」、特技に「飲むこと食べること」を挙げている。
自分のキャラのコスプレでステージに立つことが夢だと自身のツイートで公言しており、2019年6月2日に行われた『「艦これ」鎮守府瑞雲祭り【後段作戦】 春の"烈風"祭りin 横浜・八景島シーパラダイス特設泊地 』にて、自身が演じる駆逐艦「曙」のコスプレをしてステージに立つことができ、その夢を達成することができた。

## 出演

### テレビアニメ
- 「艦これ」いつかあの海で（2022年 - 2023年、潮、曙[4]、朧、漣）

### ゲーム
- 艦隊これくしょん -艦これ-（2013年 - 2024年、朧、曙、漣、潮[5])
- はがねオーケストラ（2016年、割烹少女スズメ、気丈な看板娘クウ、奔放な天才エレウィン、覚悟の突撃ホムラ[5]）
- 戦姫ストライク（2020年、キャロライン、ステラ、霞[5])
- ドラゴンクエストX オフライン（2022年、フィーフィ[6])

### 吹き替え
- 私に嘘をついてみて（2011年 - ボヨン[1])